# Postclassique formatif maya
Le postclassique formatif est une période de la civilisation maya (ca. 950-1250) marquée par une l'hégémonie de la cité de Chichen Itza dans le nord de la péninsule du Yucatán au Mexique et une pénétration importante de la culture mexicaine via les mayas itzás et leurs alliés.
Elle fut longtemps considérée comme une période de décadence, marquée par la sécularisation, la militarisation et l'urbanisation.  La recherche récente a cependant contredit cette vision popularisée par John Eric Thompson jusque dans les années 1960 : durant le post-classique le nord de la péninsule du Yucatán connut un florissement culturel et démographique.  Par ailleurs, cette vision était également liée à une méprise sur l'époque classique : le caractère théocratique et pacifique qui lui étaient imputé ont été largement remis en question ; les centres mayas classiques comme Tikal, que l'on croyait non habités et de nature purement civico-religieuse, s'avèrent avoir été des centres urbains de grande taille.